# Plomb
Plomb település Franciaországban, Manche megyében. Lakosainak száma 394 fő (2013). Plomb Sainte-Pience, Braffais, Chavoy, Le Luot, Ponts és Tirepied községekkel határos.

## Népesség
A település népességének változása:
| Lakosok száma | 430  | 399  | 367  | 338  | 357  | 365  | 375  | 386  | 409  | 394  |
|               | 1962 | 1968 | 1975 | 1982 | 1990 | 1999 | 2006 | 2008 | 2011 | 2013 |